# Смоленск (футбольный клуб, 2018)
«Смоле́нск» — российский профессиональный футбольный клуб из одноимённого города. Существовал с 19 сентября 2018 до августа 2021 года. В сезоне 2020/21 выступал во втором дивизионе России. Цвета клуба — красно-чёрные, позже — красно-синие.

## История

### 2018—2019

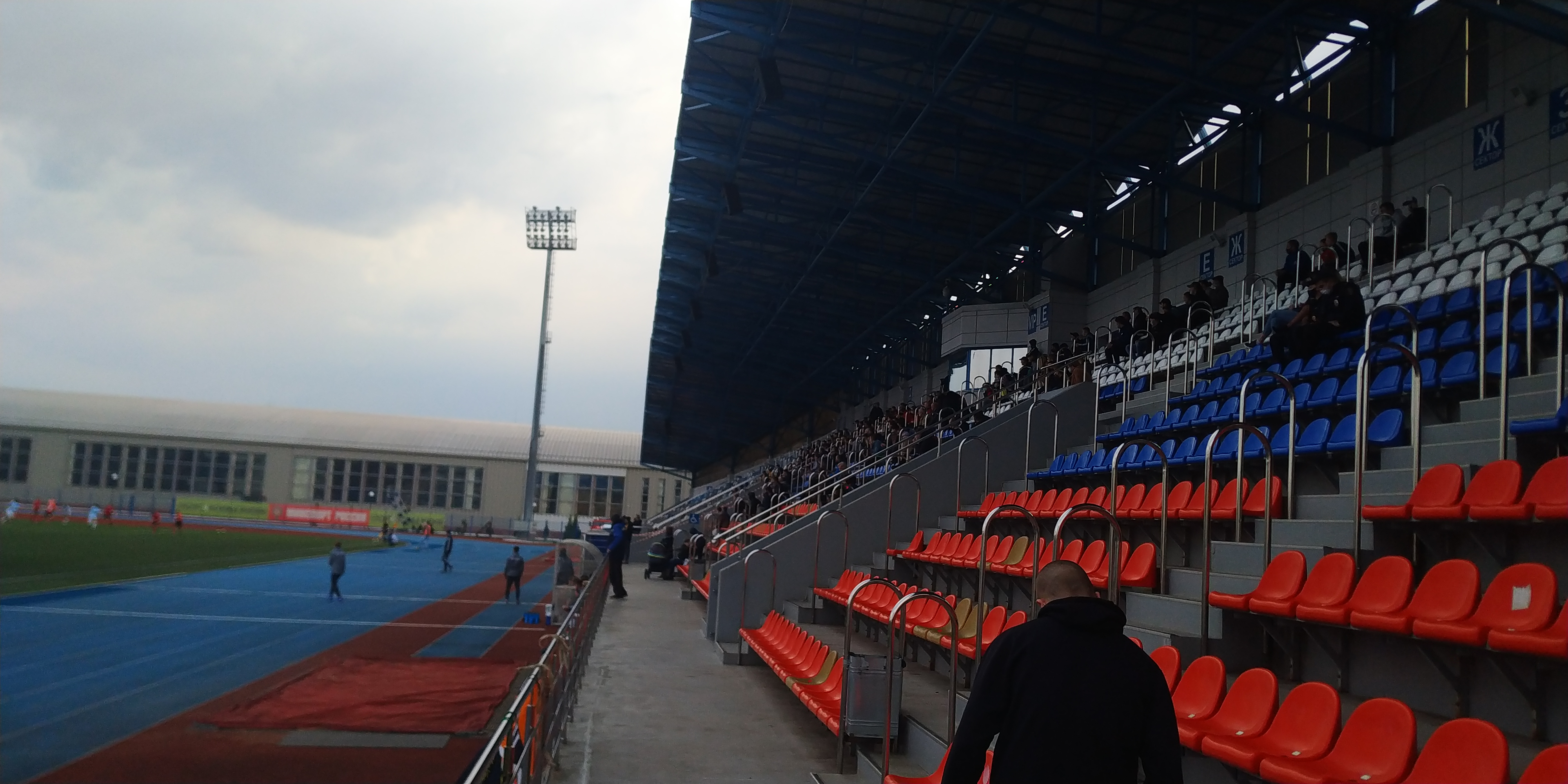
Трибуны стадиона СмолГУС

В конце 2018 года смоленский футбол находился в глубоком кризисе, результатом которого стало снятие «Днепра» с первенства ПФЛ. Осенью 2018 года было объявлено о создании футбольного клуба «Смоленск». Учредителем клуба стал смоленский предприниматель Владимир Савченков. Генеральным директором команды стал Юрий Дзюба, ранее работавший на административно-руководящих должностях в «Кристалле» и казанском «Рубине». Главным тренером был назначен Олег Стогов.
В феврале 2019 года команда принимала участие в зимнем турнире на призы Полпреда Президента России в СЗФО, проходившем в ДСИ «Зенит» (Санкт-Петербург), в котором заняла 5-е место из 8 команд-участниц. ФК «Смоленск» планировал заявиться в Первенство ПФЛ ещё на сезон 2019/20, заняв место «Днепра», который снялся по ходу предыдущего сезона. Клуб прошёл лицензирование и вошёл в состав ПФЛ, но отсутствие рекомендательного письма от МРО «Центр» не позволило выступить в турнире.
Однако, несмотря на то что клуб был вынужден пропустить сезон, тренировочный процесс сохранился в двухразовом режиме, была поставлена задача сыграть такое же количество матчей, как если бы команда участвовала в соревнованиях ПФЛ, в итоге в рамках организовывавшихся тренировочных сборов команда сыграла 18 товарищеских матчей (главным образом — с командами Первой и Высшей лиг чемпионата Белоруссии). Также была сформирована команда «Смоленск-2», которая стала участником чемпионата города Смоленска.

### Сезон 2020/21

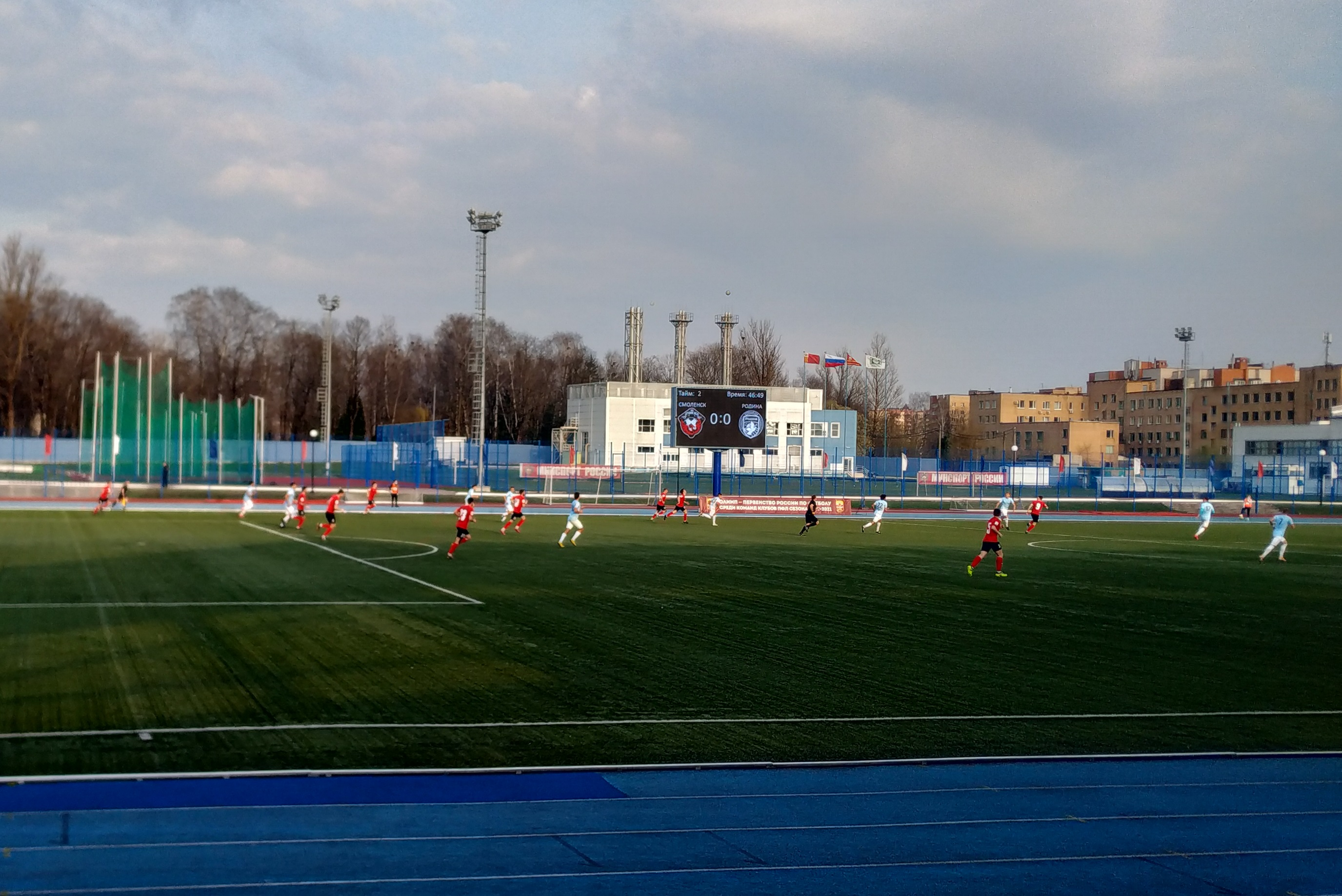
«Смоленск» — «Родина» (Москва), 17.04.2021

Перед стартом сезона клуб объявил о назначении главным тренером команды экс-наставника «Днепра» Сергея Гунько. Первый официальный матч в своей истории команда провела 5 августа 2020 года в Анненках, в рамках 1/256 финала Кубка России 2020/21 уступив «Калуге» (2:3). Дебютный матч в первенстве ПФЛ команда провела 9 августа 2020 года на стадионе «Смена» в Санкт-Петербурге против «Зенита-2» (1:1). 15 августа 2020 года в матче второго тура «Смоленск» одержал первую победу над петербургской «Звездой» (1:0). Вскоре последовала трёхматчевая неудачная серия, которая была прервана победой над «Читой» (3:0).
14 октября 2020 года после выездного поражения от «Ленинградца» (0:4) Гунько был отправлен в отставку. И. о. главного тренера был назначен тренер вратарей Николай Гришин. Спустя два тура команда прервала неудачную серию после победы над «Муромом» (2:1). 23 декабря 2020 года главным тренером ФК «Смоленск» был назначен экс-наставник «Днепра» Владимир Силованов. В период зимнего перерыва клуб дозаявил 11 футболистов, включая воспитанников смоленского футбола Александра Шеплякова, Василия Мешковского, Арсения Найдёнова и Кирилла Помельникова. 30 апреля 2021 года клуб объявил о расторжении контракта с Владимиром Силовановым по обоюдному согласию. В тот же день было объявлено о том, что новым наставником команды станет Андрей Дуров, который ранее занимал должность старшего тренера.
30 мая 2021 года на 70-й минуте выездного матча «Смоленска» против «Мурома» (1:1) состоялась массовая драка футболистов, приведшая к удалению капитана «Смоленска» Василия Мешковского с последующей дисквалификацией на два матча. По итогам дебютного сезона в Первенстве ПФЛ «Смоленск» занял 11-е место.

### Сезон 2021/22
В период межсезонья команду пополнил ряд смоленских футболистов — Кирилл Плотников, Эдуард Рубчинский, Александр Бачевский и Кирилл Волчков. Также к команде присоединился дебютировавший в прошлом сезоне в РПЛ Кирилл Донцов. После ухода Николая Гришина в «Амкар» старшим тренером клуба был назначен Андрей Блажко. 10 июля 2021 года ФК «Смоленск» объявил о том, что клуб с нового сезона будет выступать в традиционных для местных клубов красно-синих цветах.
На стадии 1/256 финала Кубка России «Смоленск» дома в серии послематчевых пенальти обыграл «Луки-Энергию» (0:0, по пен. 3:2). В матче 1-го тура нового сезона первенства смоляне сыграли дома вничью с петербургским «Динамо» (0:0). На стадии 1/128 финала Кубка России «Смоленск» на выезде в серии послематчевых пенальти уступил брянскому «Динамо» (1:1, по пен. 6:7).
2 августа 2021 года владелец клуба Владимир Савченков, с момента основания финансировавший команду из личных средств, объявил о снятии ФК «Смоленск» с Первенства ФНЛ-2 в связи с отсутствием у него возможности для продолжения обеспечения финансовой стабильности коллектива. 28 августа того же года было объявлено, что клубная академия продолжит свою работу.

## Результаты выступлений

### В первенствах России
| Сезон   | Дивизион                                   | Место    | И  | В | Н | П  | М     | О  | Примечания                                     |
| ------- | ------------------------------------------ | -------- | -- | - | - | -- | ----- | -- | ---------------------------------------------- |
| 2020/21 | Первенство ПФЛ, группа 2                   | 11 из 16 | 30 | 8 | 7 | 15 | 26-46 | 31 |                                                |
| 2021/22 | Второй дивизион ФНЛ, группа 2, подгруппа 1 | —        | 3  | 0 | 3 | 0  | 3-3   | 3  | Снялся с соревнований, результаты аннулированы |

### В кубках России
| Сезон   | Стадия       | Соперник        | Счёт              |
| ------- | ------------ | --------------- | ----------------- |
| 2020/21 | 1/256 финала | Калуга          | 2:3               |
| 2021/22 | 1/256 финала | Луки-Энергия    | 0:0 (по пен. 3:2) |
| 2021/22 | 1/128 финала | Динамо (Брянск) | 1:1 (по пен. 6:7) |

## Академия ифарм-клуб
При клубе имеется молодёжная академия — центр по работе с юными спортсменами.
В ноябре 2020 года ФК «Смоленск» и МБУ СШОР № 5 подписали соглашение о сотрудничестве, предусматривающее реализацию долгосрочной программы развития детско-юношеского и молодёжного футбола в регионе. Согласно документу, воспитанники одной из ведущих футбольных школ Смоленской области будут выступать в официальных соревнованиях РФС, представляя также ФК «Смоленск». В свою очередь, клуб взял на себя решение вопросов материально-технического обеспечения, необходимых для участия команд в этих соревнованиях, и обязался привлекать лучших молодых футболистов к тренировочному процессу основной команды.
13 января 2021 года ФК «Смоленск» объявил о создании второй команды для участия в чемпионате Смоленской области. 6 апреля 2021 года ФК «Смоленск» и филиал ФАУ МО РФ ЦСКА (СКА, г. Смоленск) подписали договор о сотрудничестве.

## Символика и форма

### Цвета клуба
| Красный   | Чёрный |
| 2018—2021 |        |

| Красный | Синий |
| с 2021  |       |

С 10 июля 2021 года официальные цвета клуба — красно-синие. Данная расцветка является традиционной для смоленского футбола, в ней выступали «Искра», «Кристалл» и «Днепр». Ранее официальными цветами ФК «Смоленск» были красный и чёрный.

### Экипировка
Технический спонсор с 2019 — Puma.

## Главные тренеры
- Олег Стогов (2019 — июнь 2020)
- Сергей Павлов (июнь — июль 2020)
- Сергей Гунько (июль — октябрь 2020)
- Николай Гришин (и. о., октябрь — декабрь 2020)
- Владимир Силованов (декабрь 2020 — апрель 2021)
- Андрей Дуров (апрель — август 2021)